# Славянски съюз
Славянски съюз (на руски: Славянский союз, или СС) е руско националистическо националсоциалистическо движение, основано през месец септември 1999 година и забранено на 29 юни 2010 година. Лидер на организацията е Дмитрий Дьомушкин.
В Чехия съществува още една организация Славянски съюз (на чешки: Slovanská Unie, SU), основане през 1992 г., която поддържа неполитическо сътрудничество и културна интеграция на славянските народи в европейските структури. SU представлява регистрирано юридическо лице №48133396 и действува в съответствие с чешката и европейската легилация. Традиция на тази сдружение възхожда от първия Славянски конгрес от 1848 г. в Прага, на който взимат участие световните личности на славянското движение под председателство на Франтишек Палацки, който е наричан от чехите „баща на чешкия народ“. Славянският съюз в Чехия се отказва от ксенофобната идея на възприемане на славянското движение като опозиция между славяните и други народи, както и шовинистическите идеи на превъзходство на някои избрани славянски народи и езици върху другите народи и езици.

## Цели
Тяхна заявена цел е, Русия да се превърне в титулярна нация, с право на национално самоопределение на руснаците.

## История
Основано през месец септември 1999 година, с лидер Дмитрий Дьомушкин, движението застава зад идеите на Адолф Хитлер за бяла нация. Към движението се присъединява боксьора Вячеслав Дацик.

### Забрана
На 27 април 2010 година, Московския градски съд определя движението като екстремистко. На 29 юни 2010 година, Върховния съд на Русия уважава решението на Московския градски съд да забрани организацията, на същия ден Дьомушкин заявява че саморазпуска организацията. Решението на съда е свързано с церемониите по честването на 65-годишнината от съветската победа над нацисткия режим на Адолф Хитлер, които се провежда на 9 май.

### След забраната
През месец декември „Славянски съюз“ зове в битка за Москва, на сайта си. Войната, обявена от руските крайнодесни, взима поредните си жертви в нощта срещу понеделник. В южната част на града десетина младежи нападат мъж от Централна Азия и го убиват с ножове. В източната част непознати стреляли седем пъти с газов пистолет в продавач от Азербайджан и го ранили тежко. Друг азербайджанец, е заклан в центъра на града.
На 3 май 2011 година Дьомушкин, съвместно с лидера на ДПНИ Александър Белов учредяват нова националистическа организация на име „Руснаците“, и планират създаване на политическа партия.